# 西宮市の野外彫刻
本稿では、兵庫県西宮市内の野外彫刻を一覧で記載する。

## 一覧
一覧は以下である。
（凡例）

タイトル：『　』 製作年： 作者： 設置場所： 備考：

### 人物

『青春の栄冠』 昭和60年 田村務 西宮市鳴尾浜臨海公園 白球の森
『全国中等学校優勝野球開催の地』 平成5年 田村務 浜甲子園運動公園 鳴尾球場跡地
？ ？ ？ 夙川オアシスロード
『風の中のベートーヴェン』 ？ エミール・アントワーヌ・ブールデル 県立芸術文化センター
『裸婦』 昭和48年 山口昌俔 甲山森林公園 彫刻の道
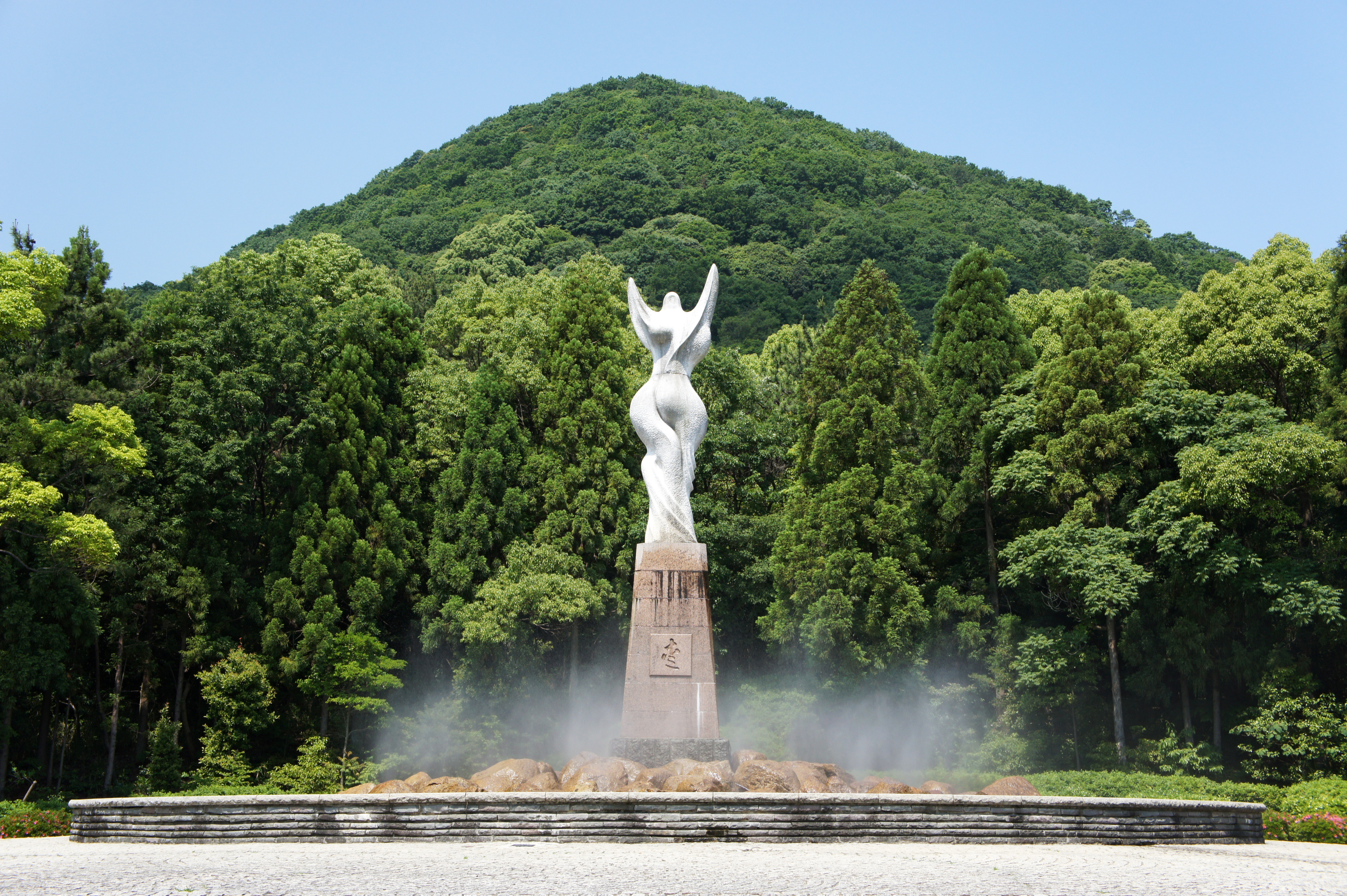
『愛の像』 ？ 新谷秀夫 甲山森林公園 記念碑広場
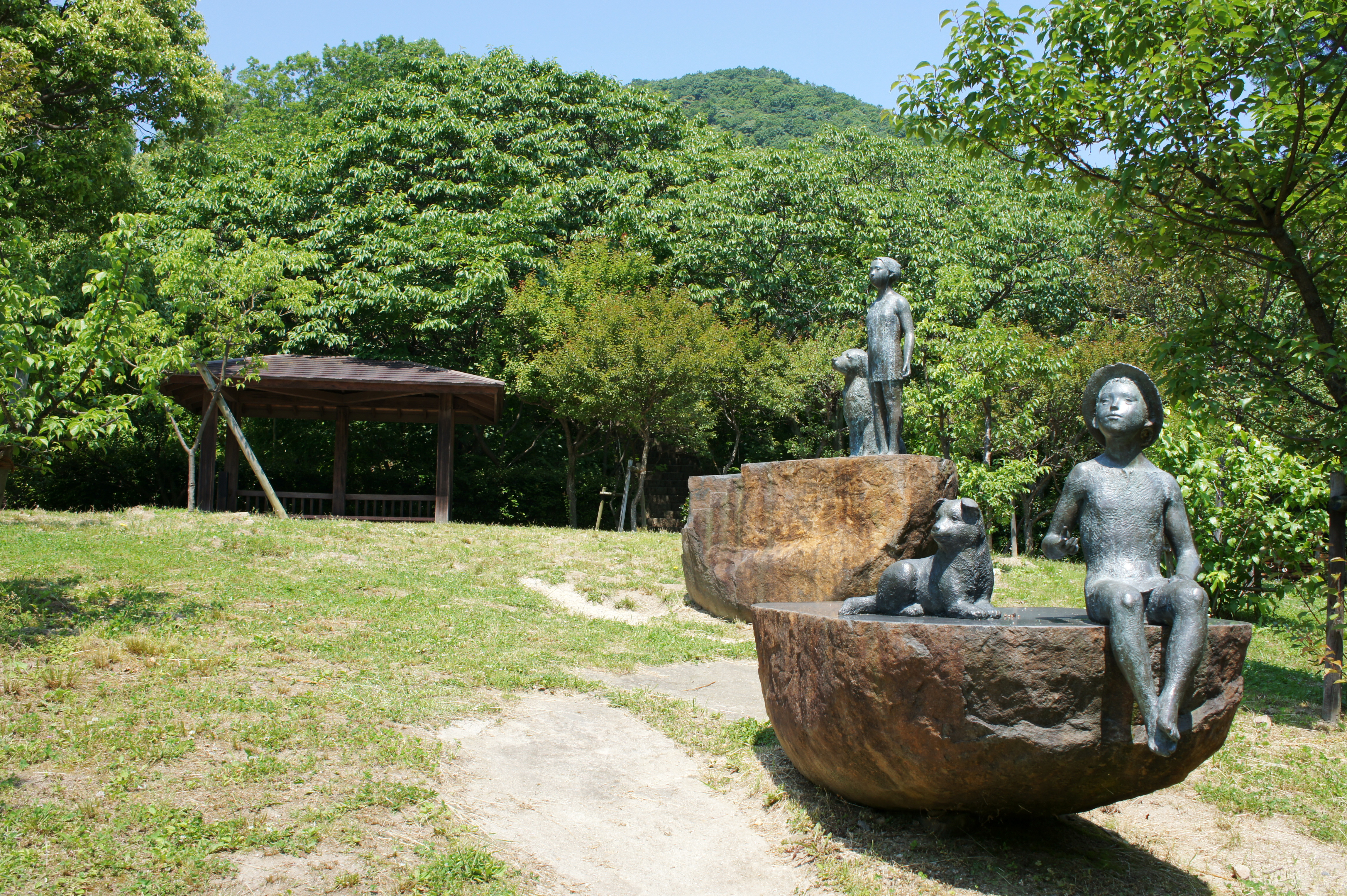
『少年少女と子犬のブロンズ群像』 平成5年 峯田義郎 甲山森林公園 梅林広場
『大空へ』 ？ 廣嶋照道 阪急夙川駅 南

- 『裸婦』
昭和48年
山口昌俔
甲山森林公園 彫刻の道
[備考 1]
- 『愛の像』
？
新谷秀夫
甲山森林公園 記念碑広場
- 『少年少女と子犬のブロンズ群像』
平成5年
峯田義郎
甲山森林公園 梅林広場
- 『大空へ』
？
廣嶋照道
阪急夙川駅 南
[備考 2]

### 動物

『飛翔』 平成5年 廣部兵三 兵庫県立総合体育館
『二十一世紀へのはばたき』 昭和62年 ？ 鳴尾浜臨海公園トリムコース
『トンボ』 昭和48年 田中昇 甲山森林公園 彫刻の道
『鳥と甲冑』 昭和48年 桂修 甲山森林公園 彫刻の道

- 『トンボ』
昭和48年
田中昇
甲山森林公園 彫刻の道
[備考 1]
- 『鳥と甲冑』
昭和48年
桂修
甲山森林公園 彫刻の道
[備考 1]

### その他

『Mの象徴』 昭和62年 児玉康兵 武庫川団地 北
？ ？ ？ 武庫川団地 メルカードむこがわ
『平和の交響』 1996年 清水泰博 JR西宮駅前南広場
『上昇の構造』 ？ 山口牧生 西宮市役所
『花のように－螺旋の気配』 平成18年 植松奎ニ 県立芸術文化センター
『天秘』 平成18年 安田侃 県立芸術文化センター
『指向』 昭和48年 斉藤正親 甲山森林公園 彫刻の道
『山の伝記』 昭和48年 丹下寿一 甲山森林公園 彫刻の道
『群鳥』 昭和48年 新谷秀夫 甲山森林公園 彫刻の道
『スカイ』 昭和48年 北野正治 甲山森林公園 彫刻の道
『二つの台形』 昭和48年 井上直 甲山森林公園 彫刻の道
『胎像』 昭和48年 谷井信市 甲山森林公園 彫刻の道
『蛾』 昭和48年 新谷英子 甲山森林公園 彫刻の道
『メビウスだけど』 昭和48年 田中薫 甲山森林公園 彫刻の道
『嶽』 昭和48年 竹内巖 甲山森林公園 彫刻の道
『過密な箱』 昭和48年 広嶋照道 甲山森林公園 彫刻の道
『緑の狩人』 昭和48年 鹿間厚次郎 甲山森林公園 彫刻の道
？ ？ ？ 甲山墓園

- 『上昇の構造』
？
山口牧生
西宮市役所
[備考 3]
- 『花のように－螺旋の気配』
平成18年
植松奎ニ
県立芸術文化センター
[備考 4]
- 『天秘』
平成18年
安田侃
県立芸術文化センター
[備考 4]
- 『指向』
昭和48年
斉藤正親
甲山森林公園 彫刻の道
[備考 1]
- 『山の伝記』
昭和48年
丹下寿一
甲山森林公園 彫刻の道
[備考 1]
- 『群鳥』
昭和48年
新谷秀夫
甲山森林公園 彫刻の道
[備考 1]
- 『スカイ』
昭和48年
北野正治
甲山森林公園 彫刻の道
[備考 1]
- 『二つの台形』
昭和48年
井上直
甲山森林公園 彫刻の道
[備考 1]
- 『胎像』
昭和48年
谷井信市
甲山森林公園 彫刻の道
[備考 1]
- 『蛾』
昭和48年
新谷英子
甲山森林公園 彫刻の道
[備考 1]
- 『メビウスだけど』
昭和48年
田中薫
甲山森林公園 彫刻の道
[備考 1]
- 『嶽』
昭和48年
竹内巖
甲山森林公園 彫刻の道
[備考 1]
- 『過密な箱』
昭和48年
広嶋照道
甲山森林公園 彫刻の道
[備考 1]
- 『緑の狩人』
昭和48年
鹿間厚次郎
甲山森林公園 彫刻の道
[備考 1]
- ？
？
？
甲山墓園